# Подгорный (Кемеровская область)
Подгорный — посёлок в Новокузнецком районе Кемеровской области. Входит в состав Загорского сельского поселения.

## География
Центральная часть населённого пункта расположена на высоте 243 метров над уровнем моря.

## Население
По данным Всероссийской переписи населения 2010 года, в посёлке Подгорный проживает 227 человек (100 мужчин, 127 женщин).